# Панамериканський чемпіонат з боротьби 2019
 Панамериканський чемпіонат з боротьби 2019 року — 32-гі проведені змагання Панамериканського чемпіонату з боротьби, що проходилі з 18 по 21 квітня в Буенос-Айрес, Аргентина.
Розігрувалося 30 комплектів нагород: по 10 у вільній боротьбі серед чоловіків та в жіночій боротьбі і в греко-римській боротьбі.
У змаганнях взяли участь 265 учасників з 23 країн.
Уперше в історії борці США вільного стилю забрали все золото Панамериканського чемпіонату.

## Загальний медальний залік
*   Країна-господарка ( Аргентина)
| Місце               | Країна                   | Золото | Срібло | Бронза | Загалом |
| ------------------- | ------------------------ | ------ | ------ | ------ | ------- |
| 1                   | США                      | 19     | 7      | 2      | 28      |
| 2                   | Куба                     | 5      | 5      | 5      | 15      |
| 3                   | Канада                   | 2      | 6      | 6      | 14      |
| 4                   | Еквадор                  | 2      | 2      | 1      | 5       |
| 5                   | Бразилія                 | 1      | 2      | 5      | 8       |
| 6                   | Венесуела                | 1      | 1      | 7      | 9       |
| 7                   | Пуерто-Рико              | 0      | 2      | 5      | 7       |
| 8                   | Колумбія                 | 0      | 2      | 2      | 4       |
| 9                   | Аргентина*               | 0      | 1      | 5      | 6       |
| 10                  | Перу                     | 0      | 1      | 4      | 5       |
| 11                  | Мексика                  | 0      | 1      | 3      | 4       |
| 12                  | Гондурас                 | 0      | 0      | 1      | 1       |
| 12                  | Домініканська Республіка | 0      | 0      | 1      | 1       |
| 12                  | Парагвай                 | 0      | 0      | 1      | 1       |
| Загалом (14 збірні) | Загалом (14 збірні)      | 30     | 30     | 48     | 108     |

## Командний залік
| Місце | Чоловіки, вільний стиль  | Чоловіки, вільний стиль | Чоловіки, греко-римська  | Чоловіки, греко-римська | Жінки, вільний стиль | Жінки, вільний стиль |
| Місце | Країна                   | Очки                    | Країна                   | Очки                    | Країна               | Очки                 |
| ----- | ------------------------ | ----------------------- | ------------------------ | ----------------------- | -------------------- | -------------------- |
| 1     | США                      | 250                     | США                      | 205                     | США                  | 200                  |
| 2     | Канада                   | 129                     | Куба                     | 135                     | Канада               | 129                  |
| 3     | Куба                     | 115                     | Бразилія                 | 98                      | Еквадор              | 89                   |
| 4     | Пуерто-Рико              | 72                      | Венесуела                | 84                      | Бразилія             | 89                   |
| 5     | Венесуела                | 68                      | Мексика                  | 64                      | Куба                 | 86                   |
| 6     | Аргентина                | 53                      | Перу                     | 61                      | Перу                 | 54                   |
| 7     | Колумбія                 | 48                      | Колумбія                 | 48                      | Венесуела            | 52                   |
| 8     | Бразилія                 | 41                      | Аргентина                | 47                      | Аргентина            | 47                   |
| 9     | Домініканська Республіка | 37                      | Домініканська Республіка | 46                      | Пуерто-Рико          | 45                   |
| 10    | Перу                     | 37                      | Еквадор                  | 43                      | Мексика              | 45                   |

## Медалісти

### Греко-римська боротьба
| категорія | Золото           | Срібло          | Бронза                                |
| --------- | ---------------- | --------------- | ------------------------------------- |
| до 55 кг  | Макс Ноурі       | Саргіс Хачатрян | Джошуа Медіна                         |
| до 60 кг  | Луїс Орта        | Самуель Гурріа  | Діктер Торо Ентоні Паленсія           |
| до 63 кг  | Андрес Монтаньйо | Раян Манго      | Хосе Давіла                           |
| до 67 кг  | Ісмаель Борреро  | Елліс Колеман   | Жойлсон Жуніор Шалом Вільегас         |
| до 72 кг  | Равауг Перкінс   | Кенеді Педроса  | Франсиско Барріо                      |
| до 77 кг  | Йосваніс Пенья   | Камаль Бей      | Хаїр Куеро Муньос Хуан Анхель Ескобар |
| до 82 кг  | Чейні Гайт       | Карлос Еспіноса | Аділ Машаду                           |
| до 87 кг  | Луїс Авендано    | Антоніо Дуран   | Патрік Мартінес Альфонсо Лейва        |
| до 97 кг  | Габрієль Росільо | Трейсі Генкок   | Луїлліс Перес Кевін Мехія             |
| до 130 кг | Адам Кун         | Лучано Дель Ріо | Едгардо Лопес Анхель Пачеко           |

### Вільна боротьба
| Категорія | Золото               | Срібло            | Бронза                             |
| --------- | -------------------- | ----------------- | ---------------------------------- |
| до 57 кг  | Джошуа Родрігес      | Оскар Тігрерос    | Рейнері Андреу Педро Мехіас        |
| до 61 кг  | Джозеф Колон         | Йовліс Бонне      | Скотт Шиллер                       |
| до 65 кг  | Колтон Маккристал    | Даміан Соленсаль  | Агустін Дестрібатс Маурісіо Санчес |
| до 70 кг  | Ентоні Ашнолт        | Ніколас Роу       | Мітчел Тайпе                       |
| до 74 кг  | Джордан Барроуз      | Джевон Балфур     | Хуліо Родрігес Франклін Гомес      |
| до 79 кг  | Чандлер Роджерс      | Сантьяго Мартінес | Джасміт Фулка                      |
| до 86 кг  | Девід Тейлор         | Педро Себальйос   | Александр Мур Ласаро Ернандес      |
| до 92 кг  | Джейден Кокс         | Хайме Еспіналь    | Дієго Рамірес                      |
| до 97 кг  | Кайл Снайдер         | Рейнеріс Салас    | Хосе Даніель Діас Еван Рамос       |
| до 125 кг | Ніколос Гвяздовський | Корі Джарвіс      | Оскар Піно Антуан Жауде            |

### Жіноча боротьба
| Категорія | Золото            | Срібло          | Бронза                            |
| --------- | ----------------- | --------------- | --------------------------------- |
| до 50 кг  | Юснейліс Гусман   | Ерін Голстон    | Патрісія Бермудес Талія Маллкві   |
| до 53 кг  | Сара Гільдебрандт | Луїса Вальверде | Ліліанет Дуанес Діана Вейкер      |
| до 55 кг  | Александра Гедрік | Джейд Девіс     | Неріна Асеррад                    |
| до 57 кг  | Ліссетте Антес    | Ганна Тейлор    | Бетсабет Сарко Джакарра Вінчестер |
| до 59 кг  | Лоуренс Борегар   | Андрібет Рівера | Каролін Сантана                   |
| до 62 кг  | Лаїс Нуньєс       | Меллорі Вельте  | Абнеліс Ямбо Наталі Гріман        |
| до 65 кг  | Джулія Салата     | Джессіка Бруєтт | Габріела Роча                     |
| до 68 кг  | Таміра Менса      | Юдаріс Санчес   | Амбар Гарніса Олівія ді Бакко     |
| до 72 кг  | Деджа Слейтер     | Рейчел Воттерс  | Лінда Мачуга                      |
| до 76 кг  | Аделіна Грей      | Хенесіс Ріско   | Діана Крус Еріка Вібе             |